# Угоне III
Угоне III (італ. Ugone III;  1337 — 3 березня 1383) — юдик (володар) Арборейської юдикату у 1375—1383 роках.

## Життєпис
Походив з династії Серра-Бас. Єдиний син Маріано IV, юдика Арбореї, та Тімбори ді Рокаберті. Народився 1337 року в маєтку Мулінс-да-Рей (Арагонське королівство). 1360 року оженився з сестрою Франческо Кастеллі ді Віко, пожиттєвого префекта Риму.
З 1363 року брав участь у батьківських кампаніях проти арагонців на Сардинії. Звитяжив у битві біля Ористано, де арборейське військо здобуло блискучу перемогу. 1369 року помирає його дружина. 1375 року після смерті батька успадкував владу.
Продовжив політику попередника на здобуття повної незалежності від Арагону. Втім переважно покладався на дипломатичні заходи. Водночас дотримувався політики Маріано IV щодо зміцнення господарства та послаблення влади місцевих сеньйорів. Також доробив правовий кодекс «Carta de Logu», який складав ще його батько.
1377 року прийняв посольство від Людовика І, герцога Анжу, з яким було укладено союз проти Арагону. 1378 року уклав нові військові угоди з іншими французькими феодалами.
У 1383 році внаслідок повстання, яке організували представники знаті, невдоволені централізаторською політика юдика, Угоне III та його доньку Бенедетту було вбито. Його вдарили ножем і, відрізавши язика, кинули у криницю. Трон здобули небіж Федеріко та його мати Елеонора.

## Родина
Дружина — донька Джованні Кастеллі ді Віко, сеньйора Вітербо.
Діти:
- Бенедетта (д/н — 1483)